# Palais de Belomonte
Le Palacete de Belomonte (portugais : Palacete de Belomonte, Palácio de Belomonte, Casa dos Pacheco Pereira) est une maison de maître à Porto.
Sur la façade, divisée en cinq parties par des piliers,
les armoiries de la famille Pacheco Pereira ont été remplacées en 1888 par l'emblème de la  Companhia dos Caminhos-de-Ferro Através de África (Compagnie d'Ambaca (pt)) qui venait de l'acquérir.
Le palecete, exemple de l'architecture de Porto dans la première moitié du XVIIIe siècle, héberge un des centres de l'Escola Superior Artística do Porto.